# Ка (река)
Ка (на лаоски: Nam Khan; на виетнамски: Sông Cả) по-известна във Виетнам с името Лам (на виетнамски: Sông Lam) e река в Лаос и Виетнам.

## Описание
Река Ка води началото сипод името Ньон, на 1734 m н.в от планината Лои в Лаос. Протича през провинция Ксиангхуанг в Лаос и провинциите Нге Ан, Ха Тин и Бак Чунг Бо във Виетнам. Влива се чрез естуар в Тонкинския залив на Южнокитайско море. Дължина 512 km, от които 151 km в Лаос и 361 km във Виетнам. Тече основно в югоизточна посока, като в горното си течение пресича северните части на планината Чионгшон (съставна част на Анамските планини), а долното тече по приморска низина. Преди устието си завива на североизток и се влива в Тонкинския залив на Южнокитайско море, на около 15 km североизточно от град Вин. Подхранването ѝ е предимно дъждовно. Пълноводието ѝ е през дъждовния сезон (юни-ноември), когато преминава 74 – 80 % от годишния отток. Това позволява малки лодки да плават по реката. Основни притоци: леви – Ньон, Гионг, Тьон, Кон; десни – Мат, Мо, Сан, Зянг, Шау. Среден годишен отток 680 m³/s. Средният наклон е 18,3 %, като от границата между Лаос и Виетнам до естуара реката образува над 100 водопада. Площта на водосборния басейн е около 27 200 km², от които 9470 km² в Лаос и 17 730 km² във Виетнам. Модулът на речния отток е 25,3 l/s/km². Гъстотата на речната мрежа във водосборния басейн на река Ка е 0,60 km/km². Долината на реката формира равнината Хатин, която е с площ 1800 km². Водите ѝ се използват за напояване, главно за производство на ориз. В естуара на реката е разположен град Вин, при който е построен най-дългият мост над река Ка.